# ألفونسو ألبرتو بيرلا فوينتيس
ألفونسو ألبرتو بيرلا فوينتيس (بالإسبانية: Alfonso Alberto Perla Fuentes)‏ هو لاعب كرة قدم سلفادوري في مركز الوسط، ولد في 28 مارس 1982 في San Alejo ‏ في السلفادور. شارك مع منتخب السلفادور لكرة القدم. أما مع النوادي، فقد لعب مع نادي أكويلا.